# João Gabriel da Silva
João Gabriel da Silva, meglio noto come Gabriel (Boa Esperança, 4 luglio 1984), è un ex calciatore brasiliano, di ruolo centrocampista.

## Carriera
Ha giocato nella massima serie dei campionati croato, sloveno e maltese.

## Palmarès

### Club

#### Competizioni nazionali
- Campionato sloveno: 1

Maribor: 2010-2011